# Kodjaga
Kodjaga (auch: Kodiaga, Kodjéga, Kodjoga, Kojaga) ist ein Weiler in der Landgemeinde Torodi in Niger.

## Geographie
Der Weiler befindet sich rund 65 Kilometer westlich des urbanen Zentrums von Torodi, des Hauptorts der gleichnamigen Landgemeinde und des gleichnamigen Departements Torodi, das zur Region Tillabéri gehört. Südwestlich von Kodjaga verläuft die Staatsgrenze zu Burkina Faso. Zu den Siedlungen in der näheren Umgebung des Weilers zählen Déba und Kakou im Nordwesten, Tombolé Pabalouri im Osten, Koutougou und Koguel im Südosten sowie Dogona Boborgou Saba im Westen.
Kodjaga ist Teil der Übergangszone zwischen Sahel und Sudan. Die durchschnittliche jährliche Niederschlagsmenge beträgt hier zwischen 500 und 600 mm. Das Waldgebiet von Dogona, Kodjaga und Djoga erstreckt sich über eine Fläche von 50.000 Hektar.

## Geschichte
Die Region Tillabéri und insbesondere das Departement Torodi waren ab 2019 verstärkt der Gefährdung durch nichtstaatliche bewaffnete Gruppen ausgesetzt. Diese äußerte sich in Angriffen, Morden, Entführungen, Plünderungen und Einschüchterungen. Kodjaga gehörte zu den Siedlungen, aus denen deswegen Anfang 2021 Menschen flüchteten.

## Bevölkerung
Bei der Volkszählung 2012 hatte Kodjaga 1267 Einwohner, die in 129 Haushalten lebten. Bei der Volkszählung 2001 betrug die Einwohnerzahl 209 in 22 Haushalten.

## Wirtschaft und Infrastruktur
Es gibt eine Schule in der Siedlung. Bei Kodjaga verläuft die 90 Kilometer lange Route 646, eine einfache Piste, über die der Gemeindehauptort Torodi erreicht wird und die im Westen im Dorf Dogona Boborgou Saba endet.